# Sidiki Diarra
Sidiki Diarra (ur. 6 stycznia 1952 w Bobo-Dioulasso – zm. 24 czerwca 2014) – burkiński piłkarz grający na pozycji bramkarza. W swojej karierze grał w reprezentacji Górnej Wolty.

## Kariera klubowa
W swojej karierze piłkarskiej Diarra grał w klubach JC de Bobo Dioulasso (1968-1973), US FRAN (1973-1975) i Silures Bobo-Dioulasso (1975-1982). Z US Fran zdobył Puchar Burkiny Faso w sezonie 1973/1974, a z Silures wywalczył pięć tytułów mistrza kraju w sezonach 1975/1976, 1976/1977, 1977/1978, 1978/1979 i 1979/1980 oraz zdobył Puchar Burkiny Faso w sezonie 1980/1981.

## Kariera reprezentacyjna
W reprezentacji Górnej Wolty Diarra zadebiutował w 1972 roku. W 1978 roku został powołany do kadry na Puchar Narodów Afryki 1978. W tym turnieju zagrał w trzech meczach grupowych: z Nigerią (2:4), z Zambią (0:2) i z Ghaną (0:3). W kadrze narodowej grał do 1978 roku.